# Motorola 68008

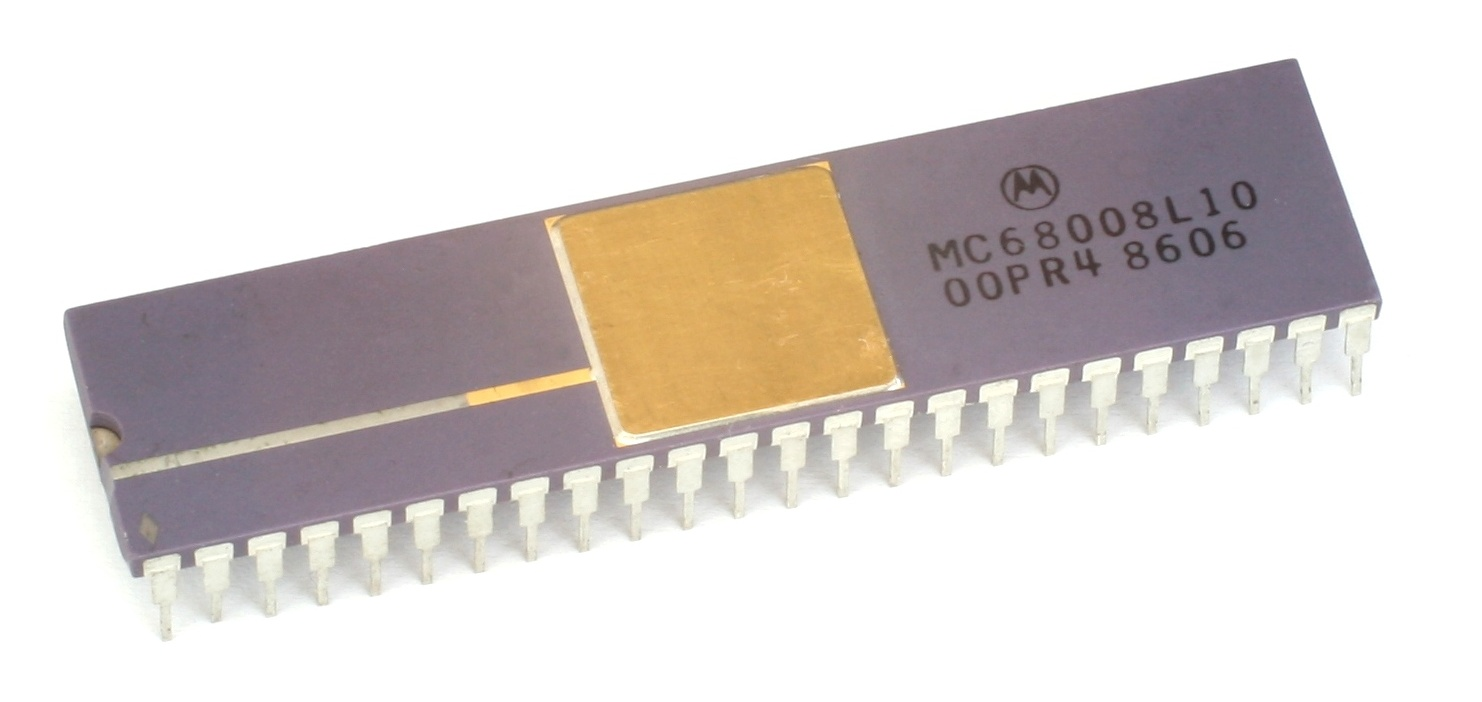
Motorola 68008

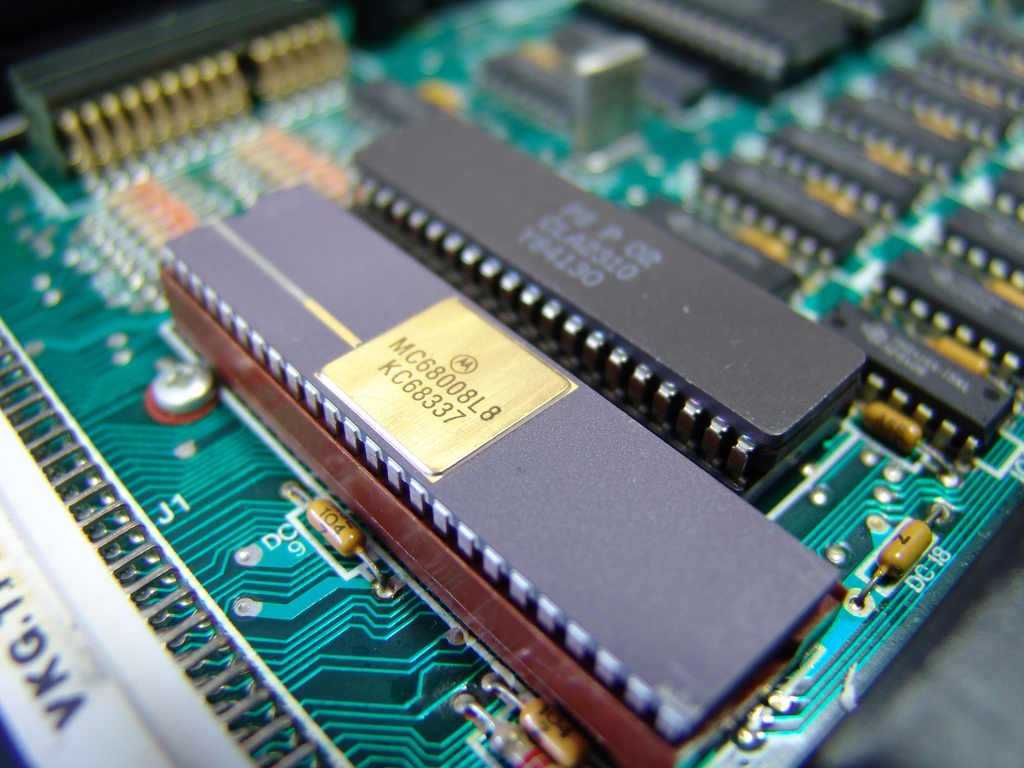
68008 in de Sinclair QL

De Motorola 68008 is een 32-bit microprocessor in de 68000-familie van de Amerikaanse elektronicaproducent Motorola, waarvan de halfgeleidertak in 2004 werd verzelfstandigd als Freescale Semiconductor.
De 68008 is een versie van de 68000 met een 8-bit externe gegevensbus en een kleinere adresbus, met het oogmerk een systeem tegen lage kosten te kunnen ontwerpen.
De processor heeft ongeveer 70.000 transistoren en werkt op 8 MHz en 10 MHz.
De processor vond slechts in enkele computersystemen toepassing, met name de Sinclair QL personal computer. Vanwege de functionaliteit gekoppeld aan de lage prijs was de 68008 wel populair in ingebedde systemen.